# Список астероїдів (17501—17600)
| Назва                            | Тимчасове позначення | Дата відкриття    | Місце відкриття                    | Відкривач                           |
| -------------------------------- | -------------------- | ----------------- | ---------------------------------- | ----------------------------------- |
| 17501 Tetsuro                    | 1992 FG              | 23 березня 1992   | Обсерваторія Кітамі                | Кін Ендате, Кадзуро Ватанабе        |
| 17502 Manabeseiji                | 1992 FD1             | 23 березня 1992   | Обсерваторія Кітамі                | Кін Ендате, Кадзуро Ватанабе        |
| 17503 Celestechild               | 1992 FK1             | 26 березня 1992   | Обсерваторія Сайдинг-Спрінг        | Роберт Макнот                       |
| (17504) 1992 GB2                 | 1992 GB2             | 4 квітня 1992     | Обсерваторія Ла-Сілья              | Ерік Вальтер Ельст                  |
| (17505) 1992 GO2                 | 1992 GO2             | 4 квітня 1992     | Обсерваторія Ла-Сілья              | Ерік Вальтер Ельст                  |
| (17506) 1992 GW4                 | 1992 GW4             | 4 квітня 1992     | Обсерваторія Ла-Сілья              | Ерік Вальтер Ельст                  |
| (17507) 1992 HH5                 | 1992 HH5             | 24 квітня 1992    | Обсерваторія Ла-Сілья              | Анрі Дебеонь                        |
| 17508 Такумадан (Takumadan)      | 1992 JH              | 3 травня 1992     | Обсерваторія Ґейсей                | Тсутому Секі                        |
| 17509 Ікумадан (Ikumadan)        | 1992 JR              | 4 травня 1992     | Обсерваторія Ґейсей                | Тсутому Секі                        |
| (17510) 1992 PD6                 | 1992 PD6             | 1 серпня 1992     | Обсерваторія Ла-Сілья              | Анрі Дебеонь, Альваро Лопес-Ґарсіа  |
| (17511) 1992 QN                  | 1992 QN              | 29 серпня 1992    | Паломарська обсерваторія           | Е. Гелін, Джеффрі Алу               |
| (17512) 1992 RN                  | 1992 RN              | 4 вересня 1992    | Обсерваторія Кійосато              | Сатору Отомо                        |
| (17513) 1992 UM                  | 1992 UM              | 19 жовтня 1992    | Обсерваторія Кушіро                | Сейджі Уеда, Хіроші Канеда          |
| (17514) 1992 UA1                 | 1992 UA1             | 19 жовтня 1992    | Обсерваторія Кушіро                | Сейджі Уеда, Хіроші Канеда          |
| (17515) 1992 UT1                 | 1992 UT1             | 21 жовтня 1992    | Обсерваторія Дінік                 | Ацуші Суґіе                         |
| 17516 Коґаюкіхіто (Kogayukihito) | 1992 UZ6             | 28 жовтня 1992    | Обсерваторія Кітамі                | Масаюкі Янаї, Кадзуро Ватанабе      |
| (17517) 1992 WZ3                 | 1992 WZ3             | 21 листопада 1992 | Обсерваторія Кушіро                | Сейджі Уеда, Хіроші Канеда          |
| 17518 Редквін (Redqueen)         | 1992 YD              | 18 грудня 1992    | Станція JCPM Якіїмо                | Акіра Наторі, Такеші Урата          |
| 17519 Пріцак (Pritsak)           | 1992 YE2             | 18 грудня 1992    | Коссоль                            | Ерік Вальтер Ельст                  |
| (17520) 1993 BX2                 | 1993 BX2             | 23 січня 1993     | Обсерваторія Кітамі                | Кін Ендате, Кадзуро Ватанабе        |
| 17521 Kiek                       | 1993 BR4             | 27 січня 1993     | Коссоль                            | Ерік Вальтер Ельст                  |
| (17522) 1993 BL7                 | 1993 BL7             | 23 січня 1993     | Обсерваторія Ла-Сілья              | Ерік Вальтер Ельст                  |
| (17523) 1993 FX2                 | 1993 FX2             | 23 березня 1993   | Обсерваторія Кітт-Пік              | Spacewatch                          |
| (17524) 1993 FS4                 | 1993 FS4             | 17 березня 1993   | Обсерваторія Ла-Сілья              | UESAC                               |
| (17525) 1993 FH5                 | 1993 FH5             | 17 березня 1993   | Обсерваторія Ла-Сілья              | UESAC                               |
| (17526) 1993 FV5                 | 1993 FV5             | 17 березня 1993   | Обсерваторія Ла-Сілья              | UESAC                               |
| (17527) 1993 FC14                | 1993 FC14            | 17 березня 1993   | Обсерваторія Ла-Сілья              | UESAC                               |
| (17528) 1993 FX14                | 1993 FX14            | 17 березня 1993   | Обсерваторія Ла-Сілья              | UESAC                               |
| (17529) 1993 FJ23                | 1993 FJ23            | 21 березня 1993   | Обсерваторія Ла-Сілья              | UESAC                               |
| (17530) 1993 FZ23                | 1993 FZ23            | 21 березня 1993   | Обсерваторія Ла-Сілья              | UESAC                               |
| (17531) 1993 FU25                | 1993 FU25            | 21 березня 1993   | Обсерваторія Ла-Сілья              | UESAC                               |
| (17532) 1993 FD34                | 1993 FD34            | 19 березня 1993   | Обсерваторія Ла-Сілья              | UESAC                               |
| (17533) 1993 FR36                | 1993 FR36            | 19 березня 1993   | Обсерваторія Ла-Сілья              | UESAC                               |
| (17534) 1993 FB40                | 1993 FB40            | 19 березня 1993   | Обсерваторія Ла-Сілья              | UESAC                               |
| (17535) 1993 FF40                | 1993 FF40            | 19 березня 1993   | Обсерваторія Ла-Сілья              | UESAC                               |
| (17536) 1993 FM40                | 1993 FM40            | 19 березня 1993   | Обсерваторія Ла-Сілья              | UESAC                               |
| (17537) 1993 FN40                | 1993 FN40            | 19 березня 1993   | Обсерваторія Ла-Сілья              | UESAC                               |
| (17538) 1993 FZ44                | 1993 FZ44            | 19 березня 1993   | Обсерваторія Ла-Сілья              | UESAC                               |
| (17539) 1993 FR46                | 1993 FR46            | 19 березня 1993   | Обсерваторія Ла-Сілья              | UESAC                               |
| (17540) 1993 FX81                | 1993 FX81            | 18 березня 1993   | Обсерваторія Ла-Сілья              | UESAC                               |
| (17541) 1993 OL5                 | 1993 OL5             | 20 липня 1993     | Обсерваторія Ла-Сілья              | Ерік Вальтер Ельст                  |
| (17542) 1993 OW6                 | 1993 OW6             | 20 липня 1993     | Обсерваторія Ла-Сілья              | Ерік Вальтер Ельст                  |
| 17543 Сосьва (Sosva)             | 1993 PA3             | 14 серпня 1993    | Коссоль                            | Ерік Вальтер Ельст                  |
| (17544) 1993 RF2                 | 1993 RF2             | 15 вересня 1993   | Обсерваторія Кітамі                | Кін Ендате, Кадзуро Ватанабе        |
| (17545) 1993 RZ3                 | 1993 RZ3             | 15 вересня 1993   | Обсерваторія Ла-Сілья              | Ерік Вальтер Ельст                  |
| (17546) 1993 SB2                 | 1993 SB2             | 19 вересня 1993   | Обсерваторія Кітамі                | Кін Ендате, Кадзуро Ватанабе        |
| (17547) 1993 SN2                 | 1993 SN2             | 21 вересня 1993   | Обсерваторія Санта-Лючія Стронконе | Антоніо Ваньоцці                    |
| (17548) 1993 SX6                 | 1993 SX6             | 17 вересня 1993   | Обсерваторія Ла-Сілья              | Ерік Вальтер Ельст                  |
| (17549) 1993 TW12                | 1993 TW12            | 13 жовтня 1993    | Паломарська обсерваторія           | Генрі Гольт                         |
| (17550) 1993 TO18                | 1993 TO18            | 9 жовтня 1993     | Обсерваторія Ла-Сілья              | Ерік Вальтер Ельст                  |
| (17551) 1993 TZ31                | 1993 TZ31            | 9 жовтня 1993     | Обсерваторія Ла-Сілья              | Ерік Вальтер Ельст                  |
| (17552) 1993 TZ36                | 1993 TZ36            | 9 жовтня 1993     | Обсерваторія Ла-Сілья              | Ерік Вальтер Ельст                  |
| (17553) 1993 UQ5                 | 1993 UQ5             | 20 жовтня 1993    | Обсерваторія Ла-Сілья              | Ерік Вальтер Ельст                  |
| (17554) 1993 VY                  | 1993 VY              | 9 листопада 1993  | Паломарська обсерваторія           | Е. Гелін                            |
| (17555) 1993 VC5                 | 1993 VC5             | 4 листопада 1993  | Обсерваторія Сайдинг-Спрінг        | Роберт Макнот                       |
| 17556 Pierofrancesca             | 1993 WB              | 16 листопада 1993 | Коллеверде ді Ґвідонія             | Вінченцо Касуллі                    |
| (17557) 1994 AX                  | 1994 AX              | 4 січня 1994      | Обсерваторія Оїдзумі               | Такао Кобаяші                       |
| (17558) 1994 AA1                 | 1994 AA1             | 4 січня 1994      | Обсерваторія Яцуґатаке-Кобутізава  | Йошіо Кушіда, Осаму Мурамацу        |
| (17559) 1994 AR1                 | 1994 AR1             | 8 січня 1994      | Обсерваторія Дінік                 | Ацуші Суґіе                         |
| (17560) 1994 AD3                 | 1994 AD3             | 14 січня 1994     | Сормано                            | С. Ґалдоні, А. Теста                |
| (17561) 1994 AE11                | 1994 AE11            | 8 січня 1994      | Обсерваторія Кітт-Пік              | Spacewatch                          |
| (17562) 1994 BG4                 | 1994 BG4             | 16 січня 1994     | Коссоль                            | Ерік Вальтер Ельст, Крістіан Поллас |
| 17563 Цунейосі (Tsuneyoshi)      | 1994 CC1             | 5 лютого 1994     | Обсерваторія Яцуґатаке-Кобутізава  | Йошіо Кушіда, Осаму Мурамацу        |
| (17564) 1994 CQ1                 | 1994 CQ1             | 7 лютого 1994     | Обсерваторія Оїдзумі               | Такао Кобаяші                       |
| (17565) 1994 CG2                 | 1994 CG2             | 12 лютого 1994    | Обсерваторія Оїдзумі               | Такао Кобаяші                       |
| (17566) 1994 CE11                | 1994 CE11            | 7 лютого 1994     | Обсерваторія Ла-Сілья              | Ерік Вальтер Ельст                  |
| (17567) 1994 GP                  | 1994 GP              | 5 квітня 1994     | Обсерваторія Кітамі                | Кін Ендате, Кадзуро Ватанабе        |
| (17568) 1994 GT8                 | 1994 GT8             | 11 квітня 1994    | Паломарська обсерваторія           | Е. Гелін                            |
| (17569) 1994 LB8                 | 1994 LB8             | 8 червня 1994     | Обсерваторія Ла-Сілья              | Анрі Дебеонь, Ерік Вальтер Ельст    |
| (17570) 1994 NQ                  | 1994 NQ              | 6 липня 1994      | Паломарська обсерваторія           | Е. Гелін                            |
| (17571) 1994 PV                  | 1994 PV              | 14 серпня 1994    | Обсерваторія Оїдзумі               | Такао Кобаяші                       |
| (17572) 1994 PX11                | 1994 PX11            | 10 серпня 1994    | Обсерваторія Ла-Сілья              | Ерік Вальтер Ельст                  |
| (17573) 1994 PJ13                | 1994 PJ13            | 10 серпня 1994    | Обсерваторія Ла-Сілья              | Ерік Вальтер Ельст                  |
| (17574) 1994 PT13                | 1994 PT13            | 10 серпня 1994    | Обсерваторія Ла-Сілья              | Ерік Вальтер Ельст                  |
| (17575) 1994 PQ14                | 1994 PQ14            | 10 серпня 1994    | Обсерваторія Ла-Сілья              | Ерік Вальтер Ельст                  |
| (17576) 1994 PL25                | 1994 PL25            | 12 серпня 1994    | Обсерваторія Ла-Сілья              | Ерік Вальтер Ельст                  |
| (17577) 1994 PD38                | 1994 PD38            | 10 серпня 1994    | Обсерваторія Ла-Сілья              | Ерік Вальтер Ельст                  |
| (17578) 1994 QQ                  | 1994 QQ              | 16 серпня 1994    | Обсерваторія Оїдзумі               | Такао Кобаяші                       |
| 17579 Левкопелєв (Lewkopelew)    | 1994 TQ16            | 5 жовтня 1994     | Обсерваторія Карла Шварцшильда     | Ф. Бернґен                          |
| (17580) 1994 VV                  | 1994 VV              | 3 листопада 1994  | Обсерваторія Оїдзумі               | Такао Кобаяші                       |
| (17581) 1994 VE1                 | 1994 VE1             | 4 листопада 1994  | Обсерваторія Оїдзумі               | Такао Кобаяші                       |
| (17582) 1994 WL                  | 1994 WL              | 25 листопада 1994 | Обсерваторія Оїдзумі               | Такао Кобаяші                       |
| (17583) 1994 WV2                 | 1994 WV2             | 30 листопада 1994 | Обсерваторія Оїдзумі               | Такао Кобаяші                       |
| (17584) 1994 XF1                 | 1994 XF1             | 6 грудня 1994     | Обсерваторія Оїдзумі               | Такао Кобаяші                       |
| (17585) 1994 YC4                 | 1994 YC4             | 31 грудня 1994    | Обсерваторія Кітт-Пік              | Spacewatch                          |
| (17586) 1995 AT2                 | 1995 AT2             | 10 січня 1995     | Обсерваторія Оїдзумі               | Такао Кобаяші                       |
| (17587) 1995 BD                  | 1995 BD              | 20 січня 1995     | Обсерваторія Оїдзумі               | Такао Кобаяші                       |
| (17588) 1995 BH2                 | 1995 BH2             | 30 січня 1995     | Обсерваторія Оїдзумі               | Такао Кобаяші                       |
| (17589) 1995 BR10                | 1995 BR10            | 29 січня 1995     | Обсерваторія Кітт-Пік              | Spacewatch                          |
| (17590) 1995 CG                  | 1995 CG              | 1 лютого 1995     | Обсерваторія Оїдзумі               | Такао Кобаяші                       |
| (17591) 1995 DG                  | 1995 DG              | 20 лютого 1995    | Обсерваторія Оїдзумі               | Такао Кобаяші                       |
| (17592) 1995 DR                  | 1995 DR              | 22 лютого 1995    | Обсерваторія Оїдзумі               | Такао Кобаяші                       |
| (17593) 1995 DV                  | 1995 DV              | 20 лютого 1995    | Обсерваторія Оїдзумі               | Такао Кобаяші                       |
| (17594) 1995 DX5                 | 1995 DX5             | 23 лютого 1995    | Обсерваторія Кітт-Пік              | Spacewatch                          |
| (17595) 1995 EO                  | 1995 EO              | 1 березня 1995    | Обсерваторія Клеть                 | Обсерваторія Клеть                  |
| (17596) 1995 EP1                 | 1995 EP1             | 11 березня 1995   | Обсерваторія Оїдзумі               | Такао Кобаяші                       |
| 17597 Стефанцвейг (Stefanzweig)  | 1995 EK8             | 4 березня 1995    | Обсерваторія Карла Шварцшильда     | Ф. Бернґен                          |
| (17598) 1995 KE2                 | 1995 KE2             | 23 травня 1995    | Обсерваторія Кійосато              | Сатору Отомо                        |
| (17599) 1995 ON4                 | 1995 ON4             | 22 липня 1995     | Обсерваторія Кітт-Пік              | Spacewatch                          |
| 17600 Добріховиці (Dobrichovice) | 1995 SO              | 18 вересня 1995   | Обсерваторія Ондржейов             | Ленка Коткова                       |

| ← Астероїди 10001—20000 → |             |             |             |             |             |             |             |             |             |
| 10001—10100               | 11001—11100 | 12001—12100 | 13001—13100 | 14001—14100 | 15001—15100 | 16001—16100 | 17001—17100 | 18001—18100 | 19001—19100 |
| 10101—10200               | 11101—11200 | 12101—12200 | 13101—13200 | 14101—14200 | 15101—15200 | 16101—16200 | 17101—17200 | 18101—18200 | 19101—19200 |
| 10201—10300               | 11201—11300 | 12201—12300 | 13201—13300 | 14201—14300 | 15201—15300 | 16201—16300 | 17201—17300 | 18201—18300 | 19201—19300 |
| 10301—10400               | 11301—11400 | 12301—12400 | 13301—13400 | 14301—14400 | 15301—15400 | 16301—16400 | 17301—17400 | 18301—18400 | 19301—19400 |
| 10401—10500               | 11401—11500 | 12401—12500 | 13401—13500 | 14401—14500 | 15401—15500 | 16401—16500 | 17401—17500 | 18401—18500 | 19401—19500 |
| 10501—10600               | 11501—11600 | 12501—12600 | 13501—13600 | 14501—14600 | 15501—15600 | 16501—16600 | 17501—17600 | 18501—18600 | 19501—19600 |
| 10601—10700               | 11601—11700 | 12601—12700 | 13601—13700 | 14601—14700 | 15601—15700 | 16601—16700 | 17601—17700 | 18601—18700 | 19601—19700 |
| 10701—10800               | 11701—11800 | 12701—12800 | 13701—13800 | 14701—14800 | 15701—15800 | 16701—16800 | 17701—17800 | 18701—18800 | 19701—19800 |
| 10801—10900               | 11801—11900 | 12801—12900 | 13801—13900 | 14801—14900 | 15801—15900 | 16801—16900 | 17801—17900 | 18801—18900 | 19801—19900 |
| 10901—11000               | 11901—12000 | 12901—13000 | 13901—14000 | 14901—15000 | 15901—16000 | 16901—17000 | 17901—18000 | 18901—19000 | 19901—20000 |